# Guy Schrans
Guy Schrans (Gent, 25 november 1937 - Gent, 27 maart 2018) was een Belgisch advocaat, liberaal volksvertegenwoordiger en hoogleraar aan de Universiteit Gent.

## Levensloop
Guy Schrans promoveerde tot doctor in de rechten aan de Rijksuniversiteit Gent. Hij vestigde zich als advocaat aan de balie van Brussel en doorliep er zijn hele beroepsloopbaan, het meest als vennoot binnen internationale kantoren (Freshfields, White and Case).

### Academische carrière
Hij was tegelijk gewoon hoogleraar (1971-1987) en buitengewoon hoogleraar (1987-2003) aan de Universiteit Gent. In 2003 ging hij op emeritaat. Schrans was titularis van de leerstoel Europees Recht en directeur-diensthoofd van het Europees Instituut en van het Seminarie voor economisch en financieel recht. Hij publiceerde handboeken en standaardwerken zoals Economie op zoek naar recht (1973) en Internationaal economisch en financieel recht (1978). In 1990 was hij medeoprichter van het Instituut Financieel Recht.

### Politiek
Hij richtte in 1977 in Gent een politieke club op onder de naam 'Pragma', die een discussieforum wilde zijn over hedendaags liberalisme. Van april 1977 tot december 1978 zetelde hij voor de PVV in de Kamer van volksvertegenwoordigers, als verkozene voor het kiesarrondissement Gent-Eeklo. In de periode mei 1977-december 1978 had hij als gevolg van het toen bestaande dubbelmandaat ook zitting in de Cultuurraad voor de Nederlandse Cultuurgemeenschap, die op 7 december 1971 werd geïnstalleerd en de verre voorloper is van het Vlaams Parlement. Hij werd beschouwd als de opvolger van Willy De Clercq, maar besliste dat de nationale politiek niets voor hem was en haakte af. Ook was hij van 1970 tot 1984 gemeenteraadslid van Gent.

### Overige functies
Hij was ook assessor bij de Raad van State.
Schrans was een actief lid van de Reguliere Grootloge van België. Hij behoorde tot de stichters van het tijdschrift Acta Macionica, dat de ambitie had wetenschappelijke artikels te publiceren over de vrijmetselarij.
Na zijn emeritaat en het beëindigen van zijn carrière aan de balie was hij nog zeer actief als schrijver, vooral over in Gent gesitueerde thema's, in verband met vrijmetselarij, vrijzinnigheid en liberalisme.
Hij werd ondervoorzitter, secretaris en bestuurslid van de vzw Liberaal Archief en lid van het directiecomité van het Beschermingsfonds voor deposito's en financiële instrumenten.
Hij was lid van de Coudenberggroep, een federalistische denktank.

## Publicaties
- Octrooien en octrooilicenties in het Europees mededingingsrecht, Gent, 1966.
- (samen met Huibert Drion,) Precontractuele verhoudingen naar Belgisch recht, Zwolle, Tjeenk Willink, 1967-68.
- National and Regional Aid to Industry Under the EEC Treaty, in: Common Market Law Review, 1973.
- (samen met Alexis Jacquemin,) Le droit économique, 3ème édition, Parijs, PUF, collection "Que sais-je?", Parijs, 1982.
- (samen met Ben De Poorter,) Telecommunicatie en het Internet: de Gewijzigde Grenzen van het Recht, Mys & Breesch, 2001.
- (samen met Reinhard Steennot,) Algemeen deel van het financieel recht, Volume V, Gent, Instituut Financieel Recht, 2004.
- Vrijmetselaars te Gent in de XVIIIde eeuw, Gent, Liberaal Archief, 1997 en 2009.
- Le rendez-vous de la noblesse. La loge bruxelloise L’Heureuse Rencontre au XVIIIe siècle, in: Acta Macionica, 1998.
- De verdwenen schetsen van P.J.J. Tiberghien (1755-1810) voor de Tempel van La Félicité Bienfaisante te Gent (1806), in: Acta Macionica, 1998.
- Over financieel recht in de pruikentijd. Renten en rentenconversies te Gent in de 18de eeuw, in: Van Alle Markten, Gent, 2008.
- Van Wit naar Blauw. Gent tussen 1780 en 1842, Gent, Snoeck, 2010.
- Zelfdenkers in profiel. Merktekens van het vrije denken in Gent (1200-1900), Gent, Snoeck, 2012.
- Heraus, professoren! Duitse émigréprofessoren in Oxford en Cambridge (1933-1945), Gent, Snoeck, 2013.
- Gerard Mercator - cartograaf, de herinnering aan een ondernemend cartografisch wetenschapper, Gent, Snoeck, 2013.
- Minder bekende Gentse notabelen uit de periode 1780-1840. (Vervolg) De Gentse "radicalen" aan het einde van de 18e eeuw, Gendtsche Tijdinghen, 2013.
- Fredericq & co, een geslacht in licht en schaduw, Gent, Snoeck, 2014.
- Toute une vie. Les mémoires de Simon Fredericq. Introduction généalogique et annotations par prof. em. dr. Guy Schrans, Gent, Liberaal Archief, 2014.
- Tussen burgerpak en blauwe kiel : sociaal-liberalen te Gent, 1789-1914, Gent, Liberaal Archief, 2015.